# Марко Хијетала
Марко Тапани Хијетала (фин. Marco Hietala; Хелсинки, 14. јануар 1966) je фински басиста и певач, најпознатији као члан финског метал бенда Најтвиш. Хијетала је такође био певач и басиста групе Тарот као и један од чланова групе Нордерн Кингс (Northern Kings). Такође је био члан групе Синерџи. Тренутно има соло каријеру, након повратка на сцену 2023. године.
Хијетала се придружио бенду Најтвиш 2002. пред снимање четвртог студијског албума Century Child након одласка претходног басисте Самија Ванске.
Његовим доласком у групу, написано је неколико песма у којиме је Хијетала певао у дуету са бившом чланицом Најтвиша Тарјом Турунен, што је омогућили вођи групе и текстописцу Туомасу Холопајнену да искористи Хијеталин глас како би дао нову димензију групи. Имао је и неколико дуетских песама које је певао у дуету са другом певачицом Најтвиша Aнет Олзон, као и са њиховом трећом певачицом Флор Јансен. Снимили су и неколико песама где је он самостални певач.
Марко Хијетала је рођен као најмлађе дете у породици Хијетала. Живео је у Терву до његове 15. године па су се преселили у Куопио где је почео са часовима класичне гитаре и певања. 1984. године Марко и његов старији брат Захари Хијетала су оформисали бенд Тарот чије је оригинално име било Purgatory. 1986. Тарот је склопио договор за снимање првог албума и кренули су на турнеју. 
Повукао се из јавног живота почетком 2021. због проблема са депресијом.